# هاوتزر عيار 152 مم (ML-20)

## نبذة عنه
طُوْرَّ هذا المدفع، في أواخر الثلاثينيات، ليحل محل المدفع الهاوتزر السابق من العيار ذاته، ودخل نطاق الخدمة السوفيتية عام 1938، واستخدم بأعداد كبيرة أثناء الحرب، رغم أن الإمدادات المالية لم تكن كافية لكي يحل محل المدفع القديم كلياً، وظل الاثنان في نطاق الخدمة حتى منتصف الخمسينيات.
بعد ذلك التاريخ، أصبح من الأسلحة الرئيسية في جميع جيوش حلف وارسو. كما وزع على نطاق واسع في البلدان الأخرى.
ومع أنه لم يعد في الخطوط الأمامية للاتحاد السوفيتي، ويستخدم في إطار دول حلف وارسو، ومختلف الجيوش الأفريقية، وجيوش الشرق الأوسط وذلك بوصفه المدفع الرئيسي المتوسط العيار.

## الوصف الخارجي
هو من النوع المحلزن، وله مخفف صدمة متعدد الفتحات. والفوهة طويلة بشكل غير عادي وتعتبر من السمات المميزة لهذا المدفع، وكتلة المغلاق من النوع ذات اللولب المتقطع ولها آلية إشعال طرقية.
وله زوجان من العجلات الثنائية ودرع صغير منحنى، ويوجد نابضان للموازنة، رُكبَّا رأسياً لحمل ثقل المهد، ولموازنة ثقل السبطانة. إذ ينزلق المدفـع فـي مهـد عـلى
شكـل حوض يحتوي على جهازي الرجوع والإعادة جهاز الارتداد الهيدروليكي ـ الهوائي.

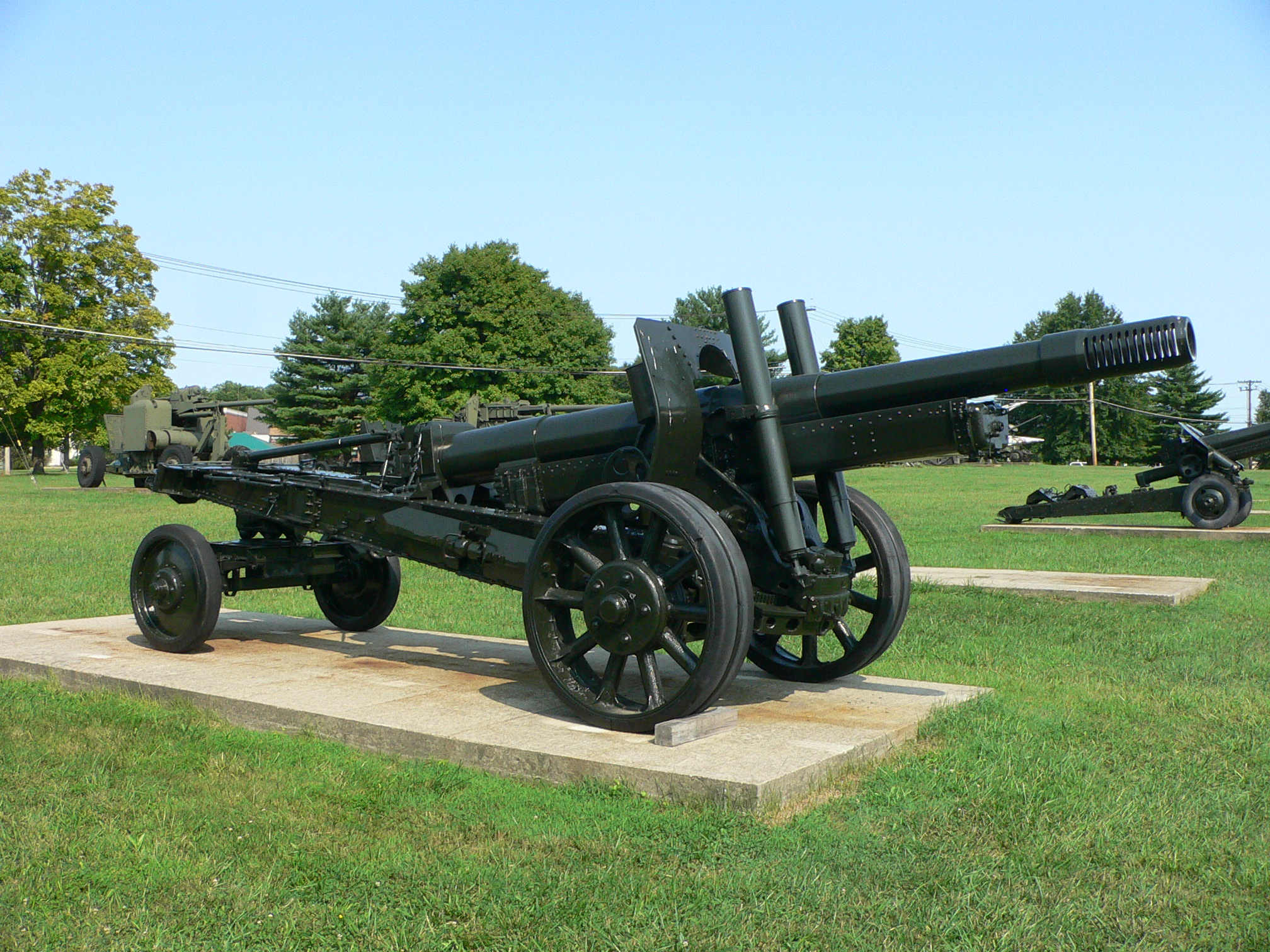
المدفع معروض في متحف الجيش الأمريكي لذخائر

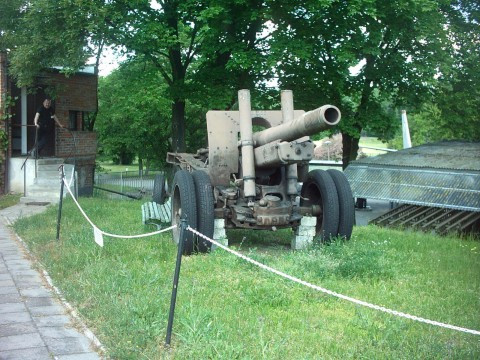
ML - 20 في قلعة بوزنان، بولندا.

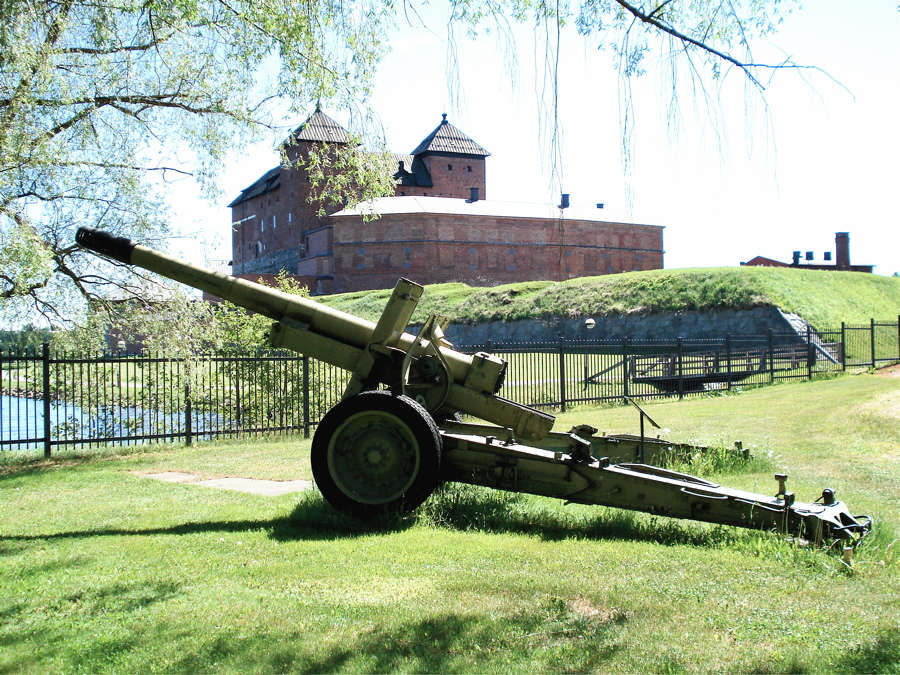

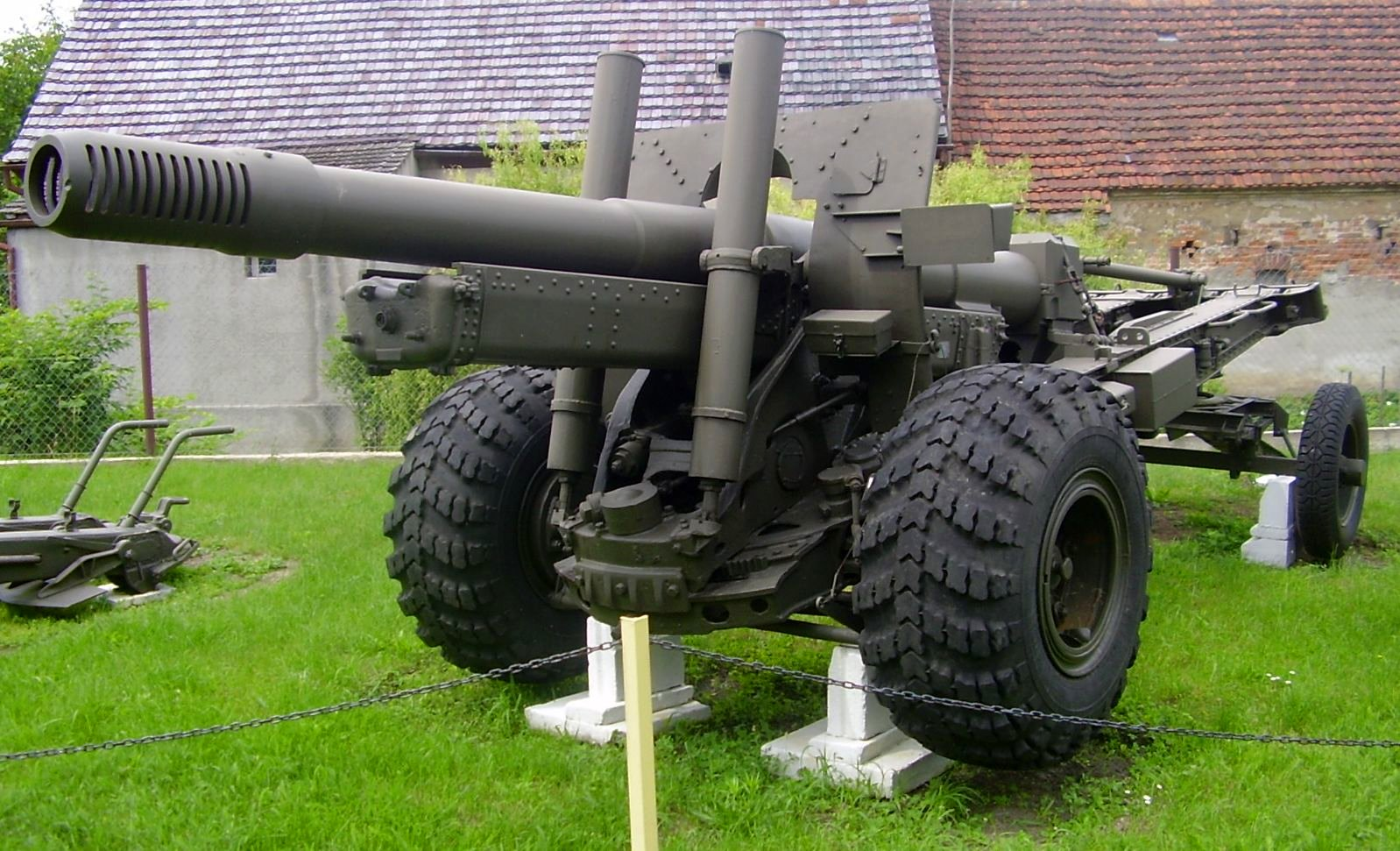

## المنشأ والاستخدام
1. بلد المنشأ: الاتحاد السوفيتي «سابقاً».
2. الاستخدام: مدفع هاوتزر مقطور.
3. الدول المستخدِمة: الاتحاد السوفيتي «سابقاً»، دول حلف وارسو «سابقاً»، دول كثيرة من الشرق الأوسط منها العراق.

## المواصفات العامة والفنية
1- التسليح:
- المدفع:

- العيار 152.4 مم
- الطاقم 9 فرد
- أقصى مدى 17280 م
- طول السبطانة 4.239 م
- أقصى زواية ارتفاع للمدفع + 65 درجة
- أقصى زاوية انخفاض للمدفع - درجتان
- أقصى زاوية دوران للمدفع، في الاتجاه الأفقي 58 درجة.
- أقصى معدل لرماية المدفع 4 قذائف في الدقيقة
- الوزن في وضع الرماية 7129 كجم
2- أجهزة التسديد:
يجرى التسديد بوساطة جهاز شامل الرؤية يسمى الدايلسايت، وهو من النوع المنفصل، وجهاز لقياس زوايا الارتفاع يعرف باسم «اسطوانة المسافات»، مثبت في المدفع
على الجانب الأيسر له. كما يوجد تلسكوب للضرب المباشر.
3- الذخيرة:
يمكن أن يطلق المدفع أنواع كثيرة من الذخيرة كالآتي:
- الشديدة الانفجار
- الشديدة الانفجار الخارقة للدروع
- النصف خارقة للدروع
- القذيفة الحارقة
- القذيفة الخارقة للخرسانة

## المصدر
- الموسوعة العالمية للأسلحة

## وصلات خارجية
مدفع الهاوتزر عيار 152 مم، ML - 20 (فيديو) على يوتيوب